# Stadshal (Ghent)

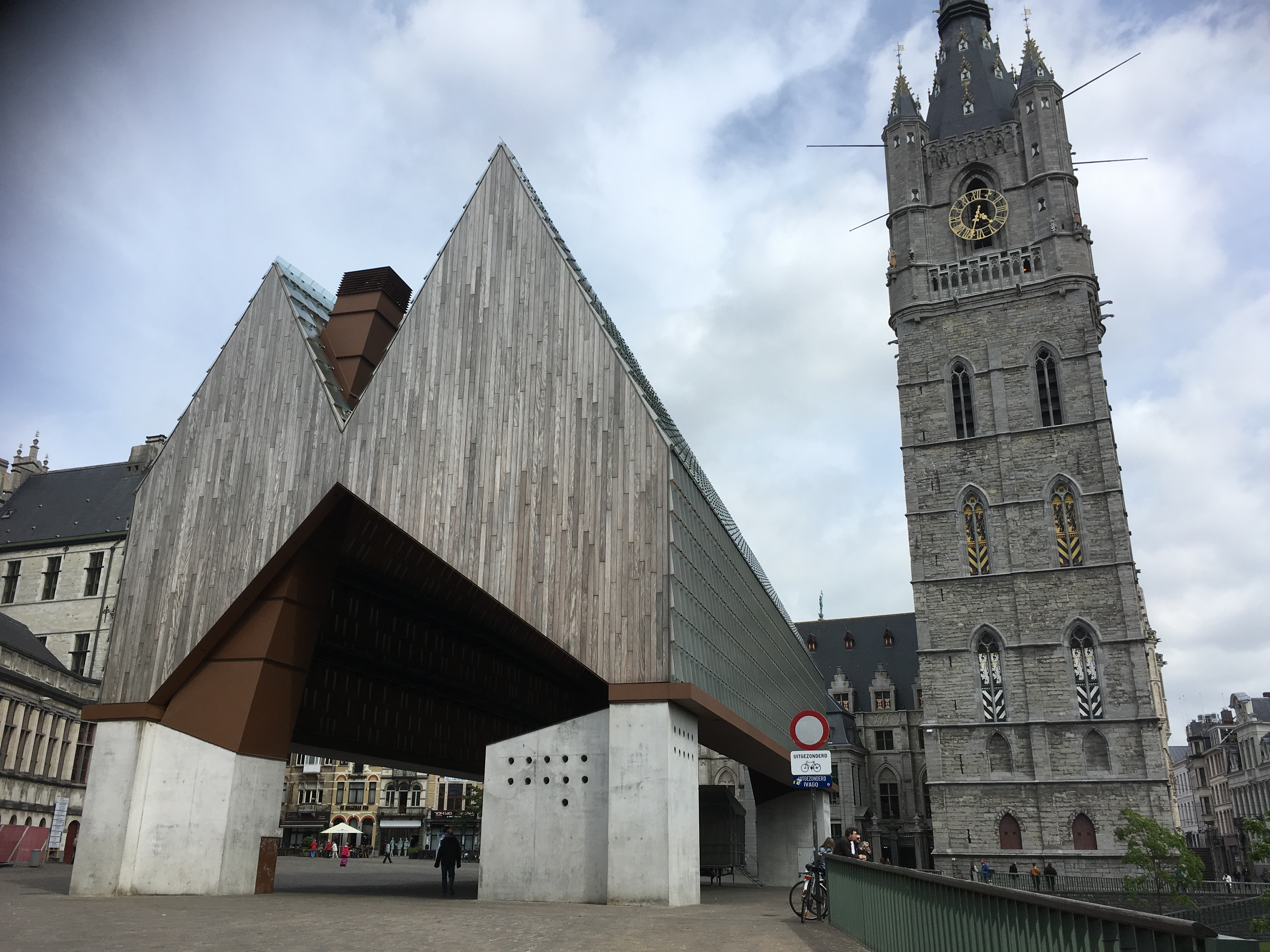
Stadshal (à esquerda) e Belfry de Ghent

O Stadshal é um grande edifício no centro da cidade de Ghent, na Bélgica. A construção fazia parte do projecto da cidade para reconstruir as praças e espaços públicos no centro histórico da cidade de Ghent. O Stadshal, localizado na praça entre o campanário, a prefeitura renascentista e a Igreja de São Nicolau, recebeu críticas pela sua construção em 2012, devido ao seu tamanho, altura e utilização de materiais modernos no meio de edifícios históricos.